# Соловьёво (Донецкая область)
Соловьёво (укр. Соловйове) — село в Покровском районе Донецкой области Украины. С 6 мая 2024 года находится под российской оккупацией.

## Население
Население по данным всеукраинской переписи 2001 года составляло 223 человека.